# Tresana
Tresana és un comune (municipi) de la província de Massa i Carrara, a la regió italiana de la Toscana, situat a uns 120 quilòmetres al nord-oest de Florència i a uns 25 quilòmetres al nord-oest de Massa, a la Lunigiana. A 1 de gener de 2019 la seva població era de 1.962 habitants.
Tresana limita amb els següents municipis: Bolano, Calice al Cornoviglio, Licciana Nardi, Mulazzo, Podenzana i Villafranca in Lunigiana.
Entre els llocs d'interès hi ha un castell a Giovagallo, que va pertànyer a la família Malaspina.